# 고대 동북아시아인

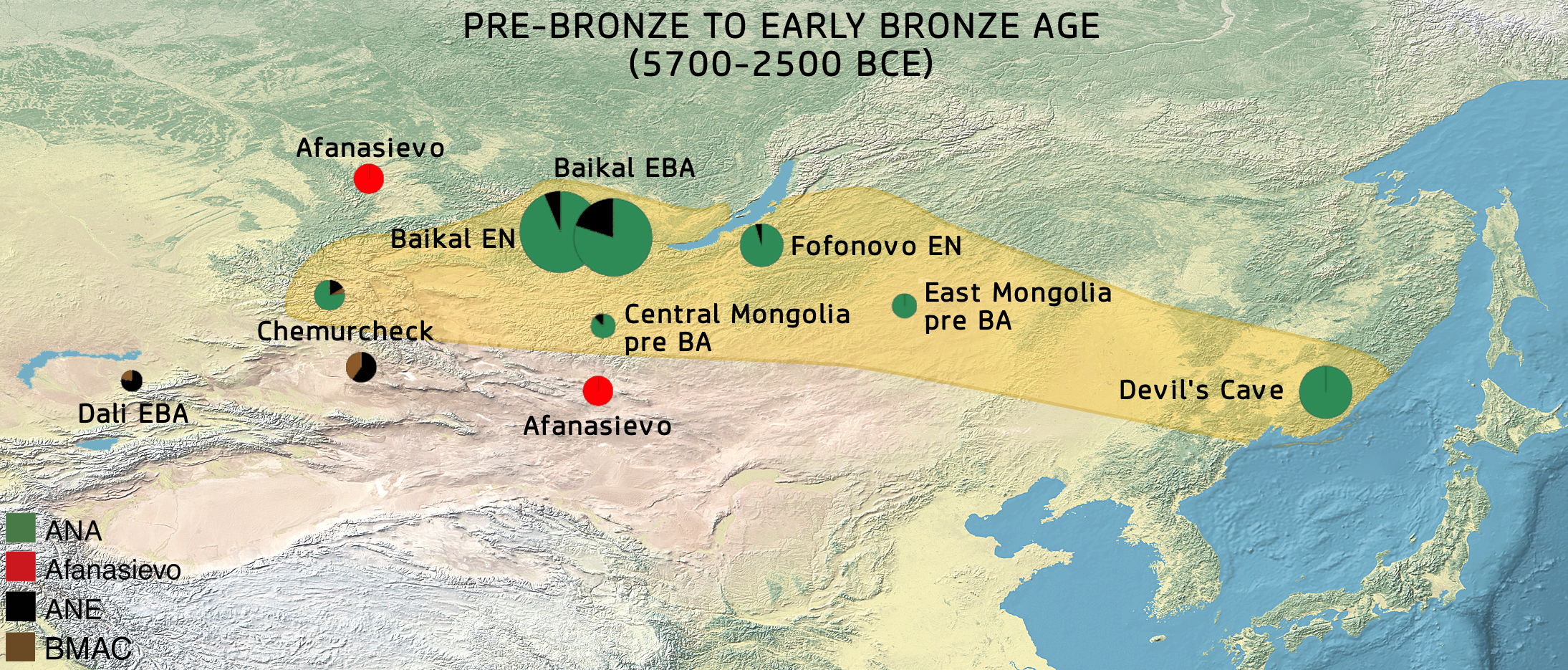
북부 동아시아인(ANA, 노란색 영역)은 알타이 산맥에서 태평양 연안까지 이르는 지역의 신석기 시대 인구의 클러스터로 정의된다. 서쪽으로는 BMAC, 아파나시에보, 고대 북유라시아인(ANCE) 등의 서유라시아인 인구와 접하고 있었다.

고고유전학에서 고대 동북아시아인(Ancient Northeast Asian, ANA) 또는 아무르 혈통(Amur ancestry)은 현재로부터 4~7천년 전 극동부 시베리아, 몽골, 바이칼 지역에 분포하던 수렵채집민 혈통을 나타내는 조상 구성요소에 붙여진 이름이다. 이들은 약 24,000년 전에 고대 동아시아인에서 갈라져 나온 것으로 추정되며, 알타이 산맥 이동(以東)의 고고학적 유적에서 발견된 여러 고대 인간 표본으로 대표된다. 고대 동북아시아인은 고대 북부 동아시아인(Ancient Northern East Asian, ANEA)의 하위 그룹이다.

## 같이 보기
- 알타이 제어
- 악마의 문 동굴

## 참고 문헌
- Jeong, Choongwon; Wang, Ke; Wilkin, Shevan; Taylor, William Timothy Treal; Miller, Bryan K.; Bemmann, Jan H.; Stahl, Raphaela; Chiovelli, Chelsea; Knolle, Florian; Ulziibayar, Sodnom; Khatanbaatar, Dorjpurev; Erdenebaatar, Diimaajav; Erdenebat, Ulambayar; Ochir, Ayudai; Ankhsanaa, Ganbold (2020년 11월 12일). “A Dynamic 6,000-Year Genetic History of Eurasia's Eastern Steppe”. 《Cell》 (영어) 183 (4): 890–904.e29. doi:10.1016/j.cell.2020.10.015. ISSN 0092-8674. PMC 7664836. PMID 33157037.